# کنراد نیگل
کنراد نیگل (انگلیسی: Conrad Nagel؛ ۱۶ مارس ۱۸۹۷ – ۲۴ فوریهٔ ۱۹۷۰) بازیگر اهل ایالات متحده آمریکا بود. وی بین سال‌های ۱۹۱۸ تا ۱۹۶۷ میلادی فعالیت می‌کرد.
از فیلم‌هایی که وی در آن نقش داشته‌است، می‌توان به ایست لین، هرچه خدا می‌خواهد و نمایش هالیوود ۱۹۲۹ اشاره کرد.